# Latarnia Rock
Der Latarnia Rock (englisch; polnisch Skałka Latarnia ‚Laternenfels‘) ist ein Brandungspfeiler aus Basalt auf King George Island im Archipel der Südlichen Shetlandinseln. Er ragt auf dem Shag Point unweit der polnischen Arctowski-Station auf.
Polnische Wissenschaftler benannten ihn 1980 nach dem hier errichteten Arctowski-Leuchtturm.